# جلای بیابانی

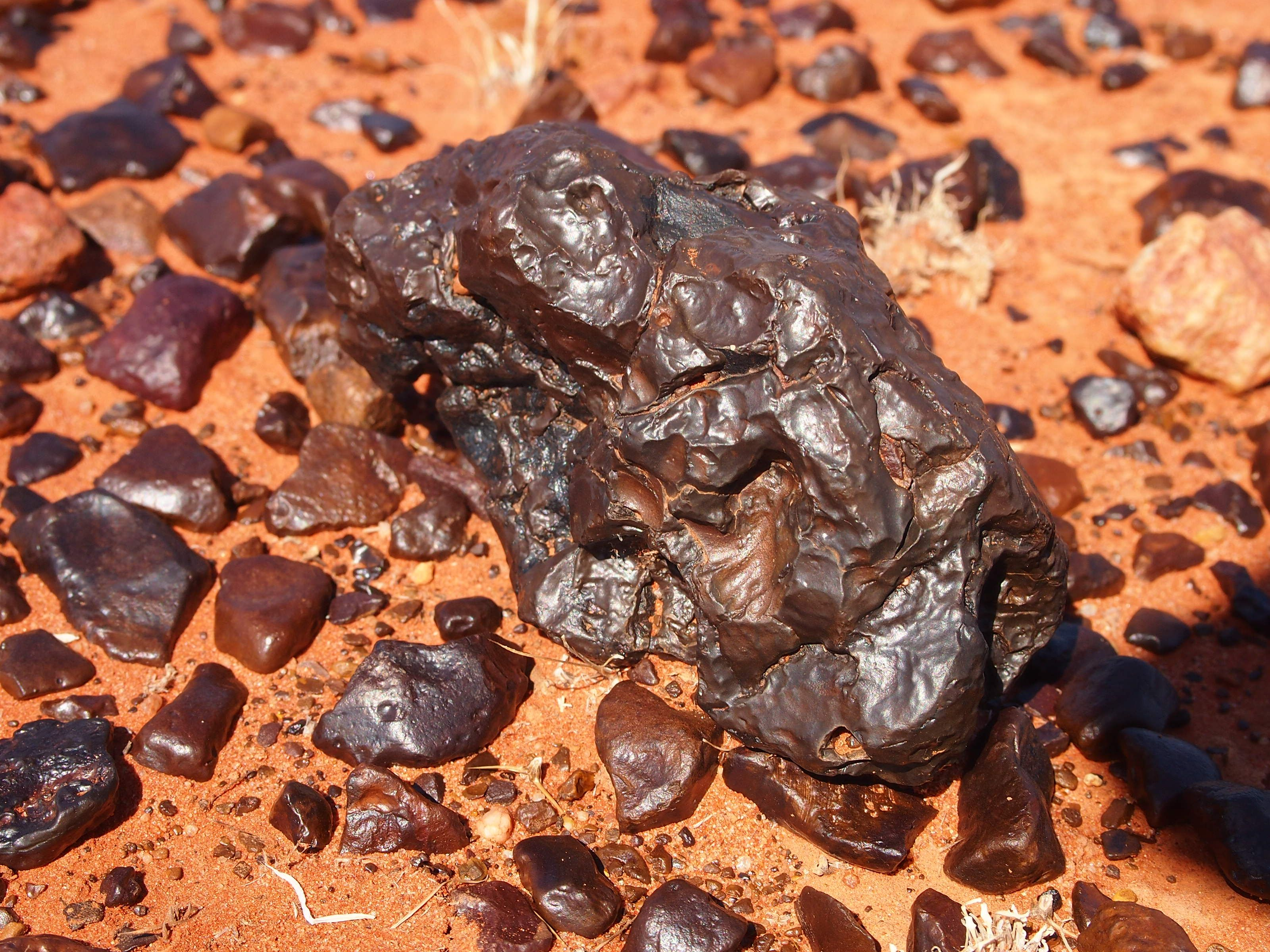
جلای بیابانی بر روی سنگفرش بیابانی، استرالیای مرکزی

جلای بیابانی (انگلیسی: Desert varnish) یا جلای سنگی پوششی به رنگ نارنجی مایل به زرد تا سیاه است که بر روی سطوح و رخنمون‌های سنگی در محیط‌های خشک و بیابانی یافت می‌شود. جلای بیابانی تقریباً یک میکرومتر ضخامت دارد و لایه‌بندی در مقیاس نانومتر را نشان می‌دهد.
جلای بیابانی فقط روی سطوح سنگی پایدار که دیگر در معرض بارندگی‌های مکرر، شکستگی یا ساییدگی باد نیستند، تشکیل می‌شود. جلای بیابانی اساساً از ذرات رس همراه با اکسیدهای آهن و منگنز تشکیل شده‌است. همچنین تعداد زیادی از عناصر کمیاب و تقریباً همیشه مقداری ماده آلی در آن وجود دارد. رنگ جلا از سایه‌های قهوه‌ای تا سیاه متفاوت است.
یکی از ویژگی‌های مهم جلای بیابانی سیاه این است که به‌شکل غیرعادی غلظت منگنز بالایی دارد. منگنز در پوسته زمین نسبتاً کمیاب است و تنها ۰٫۱۲ درصد وزن آن را تشکیل می‌دهد. اما منگنز در جلاهای بیابانی سیاه ۵۰ تا ۶۰ برابر بیشتر است. یک احتمال برای توضیح مکانیسم تشکیل جلای بیابانی این است که توسط میکروب‌های اکسیدکننده منگنز (آمیزه‌پروردگی) ایجاد می‌شود که در محیط‌های فقیر از نظر مواد مغذی آلی رایج هستند. پی‌اچ میکرو محیطی بالاتر از ۷٫۵ برای میکروب‌های غلیظ‌کننده منگنز نامناسب است. در چنین شرایطی جلاهای نارنجی ایجاد می‌شود که از نظر منگنز (Mn) فقیر اما غنی از آهن (Fe) هستند. یک فرضیه جایگزین برای توضیح نوسانات غلظت منگنز / آهن، جلاهای غنی از منگنز و آهن را به‌ترتیب مربوط به اقلیم‌های مرطوب و خشک می‌داند.